# Bolbe nigra
Bolbe nigra – gatunek modliszki z rodziny Nanomantidae, występujący w Australii oraz w Oceanii, opisany po raz pierwszy przez Ermanno Giglio-Tosa w 1915 roku.